# Marcha de Zacatecas
La Marcha de Zacatecas (originalmente denominado "Marcha Aréchiga") es el himno oficial del Estado de Zacatecas, en México.  Es obra del compositor zacatecano Genaro Codina (1852-1901), de oficio cohetero y arpista de afición.
Codina compuso la marcha Zacatecas en el año de 1892 y fue tocada por primera vez en público en la primavera de 1893, por la Banda del Estado, que era dirigida por Fernando Villalpando y reforzada por la Banda de Niños del Hospicio, además de una banda de guerra. El mérito de la instrumentación de la marcha corresponde a Fernando Villalpando.
Por su aceptación y frecuente interpretación en actos oficiales, está considerada como el segundo Himno Nacional Mexicano, así como el Himno Nacional de la charrería mexicana. También fue utilizada como el tema de entrada del luchador profesional Perro Aguayo.

## Creación

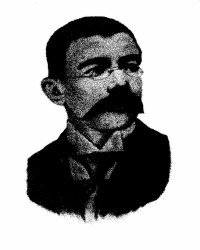
Genaro Codina, el compositor de la marcha de Zacatecas y el epónimo del municipio de Genaro Codina, Zacatecas.

Se dice que una tarde del año de 1891, se hallaban reunidas en la casa del compositor Fernando Villalpando varias personas, entre las que estaba Genaro Codina. Al parecer, al fragor de la conversación surgió un reto entre ambos músicos, que consistía en ver cuál de los dos componía la mejor marcha militar.  Hecha la apuesta, se acordó que el vencedor de la justa musical dedicaría su marcha al entonces gobernador de Zacatecas, el general Jesús Aréchiga. 
Cada uno se fue por separado a escribir su marcha, y dicen que días después, mientras paseaba por el parque hoy conocido como Alameda García de la Cadena, Genaro Codina fue bendecido por la inspiración, y de inmediato acudió a su instrumento favorito, que era el arpa, y escribió la primera versión de su marcha. 
Poco después, esta marcha y la que había compuesto Villalpando fueron sometidas al escrutinio de un jurado privado, y la marcha de Codina fue declarada como la mejor de las dos. Fieles al espíritu de la apuesta original, Codina y Villalpando organizaron una serenata con la Banda Municipal de Zacatecas, para presentar la marcha ante el gobernador. 
Como muestra palpable de que no había mala sangre entre los dos adversarios, Villalpando no solo hizo el arreglo para la banda a partir del original de Codina para arpa, sino que también se encargó de dirigir a la banda el día del estreno de la Marcha Aréchiga, como fue conocida originalmente la pieza. Sin embargo, inmediatamente después del estreno, el gobernador Aréchiga tuvo un gesto noble y modesto y pidió que en lugar de su nombre, la marcha ostentara el nombre del estado. 
Fue así como nació la muy famosa y muy difundida Marcha Zacatecas, que desde su nacimiento fue conocida y reconocida como una especie de himno regional zacatecano. gracias a Genaro Codina.

## Letra
| Prestos estad a combatir oíd llamar suena el clarín, las armas pronto preparad y la victoria disputar Prestos estar suena el clarín anuncia ya próxima lid, vibrando esta su clamor marchemos ya con valor. Sí, a lidiar marchemos que es hora ya de combatir con fiero ardor, con gran valor, hasta vencer, hasta vencer. Hasta morir. Prestos estad a combatir oíd llamar suena el clarín, las armas pronto preparad y la victoria disputad; Prestos estad suena el clarín anuncia ya próxima lid, vibrando está su clamor marchemos ya con valor. Como huracán que en su furor las olas rompe de la mar con rudo empuje y con vigor sobre las huestes avanzad; no os detengáis, no haya temor pronto el ataque apresurad guerra sin tregua al invasor viva la patria y libertad viva la libertad, viva. Viva la libertad, viva. Que viva sí, viva. | Oh, patria mía, tu hermoso pabellón siempre sabremos, llevarlo con honor. Oh patria mía , tu hermoso pabellón siempre sabremos, llevarlo con honor. Prestos estad a combatir oíd llamar suena el clarín, las armas pronto preparad y la victoria disputad; Prestos estad suena el clarín anuncia ya próxima lid, vibrando está su clamor marchemos ya con valor. Como huracán que en su furor las olas rompe de la mar con rudo empuje y con vigor sobre las huestes avanzad; no os detengáis, no haya temor pronto el ataque apresurad guerra sin tregua al invasor viva la patria y libertad viva la libertad, viva. Viva la libertad, viva. Que viva sí, viva. |